# Вильнёв-о-Шмен
Вильнёв-о-Шмен (фр. Villeneuve-au-Chemin) — коммуна во Франции, находится в регионе Шампань — Арденны. Департамент — Об. Входит в состав кантона Эрви-ле-Шатель. Округ коммуны — Труа.
Код INSEE коммуны — 10422.
Коммуна расположена приблизительно в 140 км к юго-востоку от Парижа, в 105 км южнее Шалон-ан-Шампани, в 29 км к юго-западу от Труа.

## Население
Население коммуны на 2017 год составляло 185 человек.
| 1962 | 1968 | 1975 | 1982 | 1990 | 1999 | 2008 | 2009 | 2014 | 2017 |
| ---- | ---- | ---- | ---- | ---- | ---- | ---- | ---- | ---- | ---- |
| 209  | 238  | 218  | 186  | 167  | 176  | 187  | 181  | 190  | 185  |

## Администрация
| Период | Период | Фамилия             | Партия                    | Примечания |
| ------ | ------ | ------------------- | ------------------------- | ---------- |
| 1971   | 1995   | Женераль де Кокборн |                           |            |
| 1996   | 2008   | Жак Мишо            | Союз за народное движение |            |
| 2008   |        | Жиль де Кокборн     |                           |            |

## Экономика
В 2007 году среди 121 человека в трудоспособном возрасте (15—64 лет) 99 были экономически активными, 22 — неактивными (показатель активности — 81,8 %, в 1999 году было 70,3 %). Из 99 активных работали 96 человек (49 мужчин и 47 женщин), безработных было 3 (2 мужчины и 1 женщина). Среди 22 неактивных 3 человека были учениками или студентами, 10 — пенсионерами, 9 были неактивными по другим причинам.

## Фотогалерея
- Вильнёв-о-Шмен
- Вильнёв-о-Шмен
- Часовня Сен-Жозеф
- Часовня Сен-Жозеф